# سلاف بولابيون

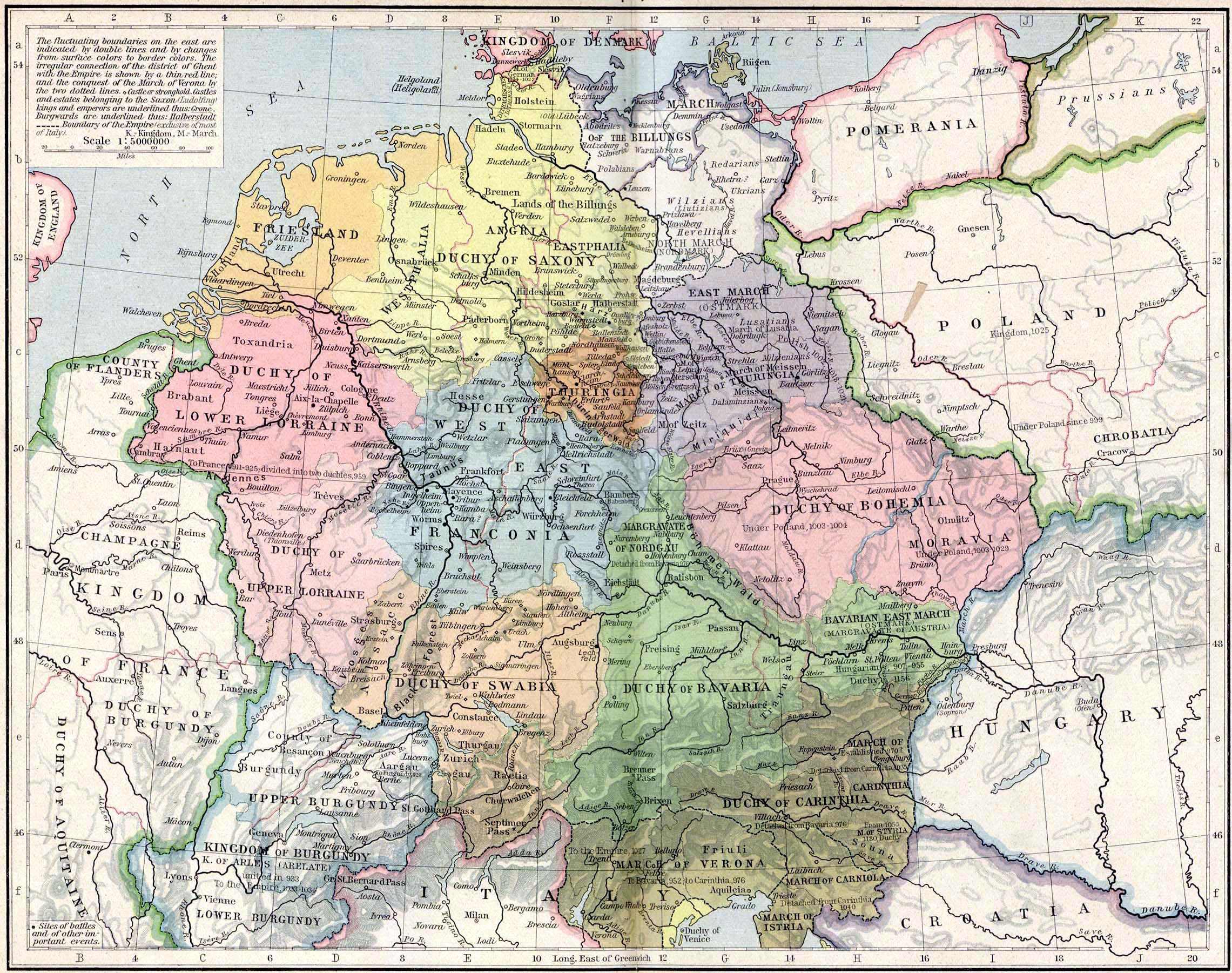
خارطة وسط أوروبا في الفترة بين 919 إلى 1125

السلاف البولابيون (باللغة الصوربية السفلى Połobske Słowjany، باللغة البولندية Słowianie połabscy، باللغة التشيكية Polabští Slované) هو مصطلح عام يشمل عدد من قبائل الليخيين (Lechites) الذين عاشوا على طول ضفاف نهر الإلبه الموجودة في شرقي ألمانيا حالياً.
امتدت المنطقة التي سكن فيها السلاف البولابيون من بحر البلطيق في الشمال جنوباً إلى جبال الخام والسوديت، ومن نهر الزاله  وحدود سكسونيا  في الغرب شرقاً إلى مملكة بولندا (في الفترة ما بين 966 - 1385).
عرف هؤلاء القوم باسم سلاف نهر الإلبه، كما عرفوا باسم الونديون. تعود تسمية البولابيون إلى السلافية po Labe والتي تعني على نهر الإلبه.
بدأ السلاف البولابيون بالاستقرار في المناطق الخاضعة حالياً إلى ألمانيا منذ القرن السادس الميلادي، لكنهم أخضعوا من قبل السكسونيين والدنماركيين منذ القرن التاسع، وكانوا في أغلب الأوقات جزءاً من الإمبراطورية الرومانية المقدسة. يعد الصوربيون الفئة الوحيدة من السلاف البولابيين الذين حافظوا على هويتهم الثقافية. اللغة البولابية بائدة حالياً، لكن اللغة الصوربية يتكلم لها حوالي 60 ألف.

## اقرأ أيضاً
- لغة بولابية